# Echeveria rosea
Echeveria rosea är en fetbladsväxtart som beskrevs av John Lindley. Echeveria rosea ingår i släktet Echeveria och familjen fetbladsväxter. Inga underarter finns listade i Catalogue of Life.

## Bilder

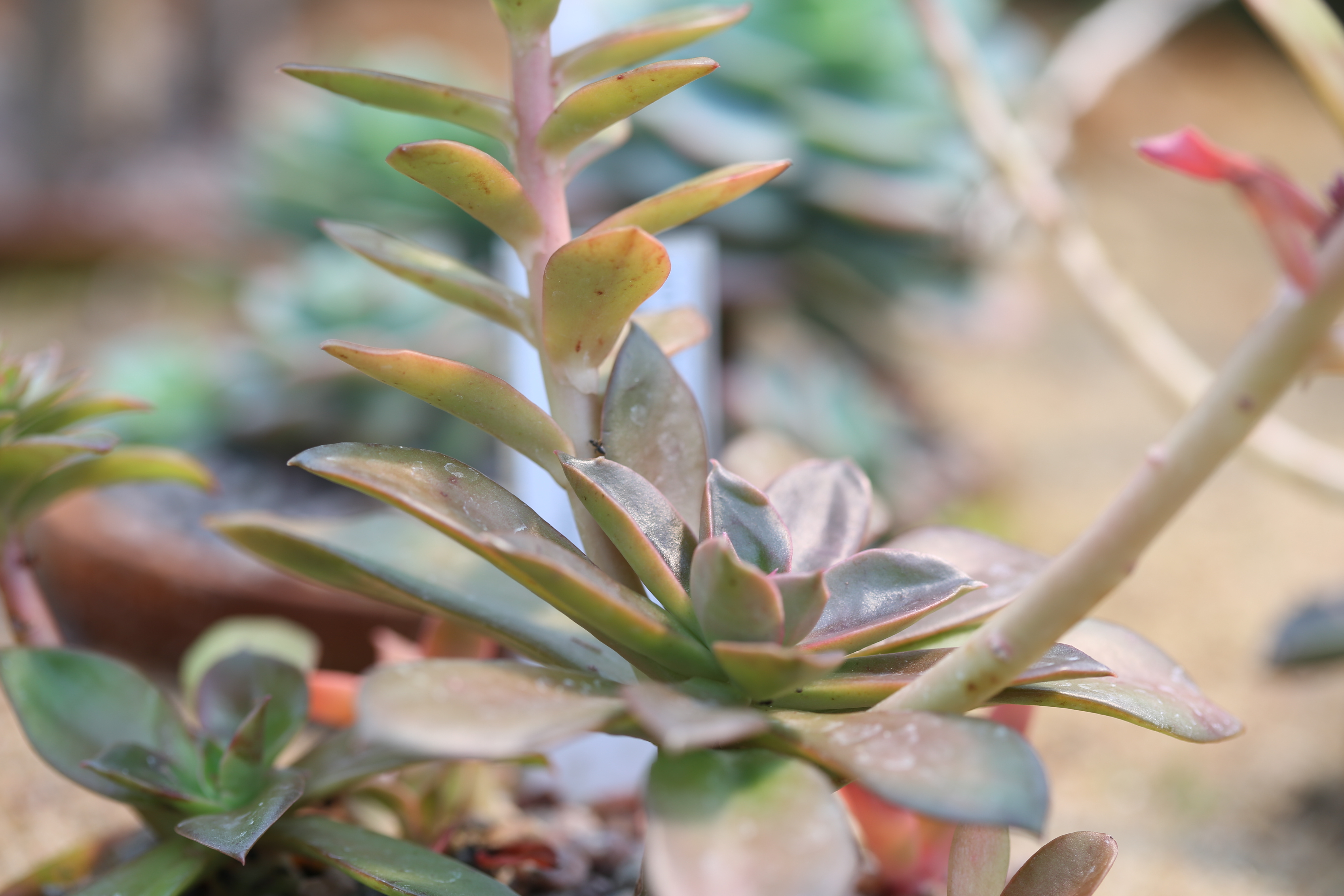
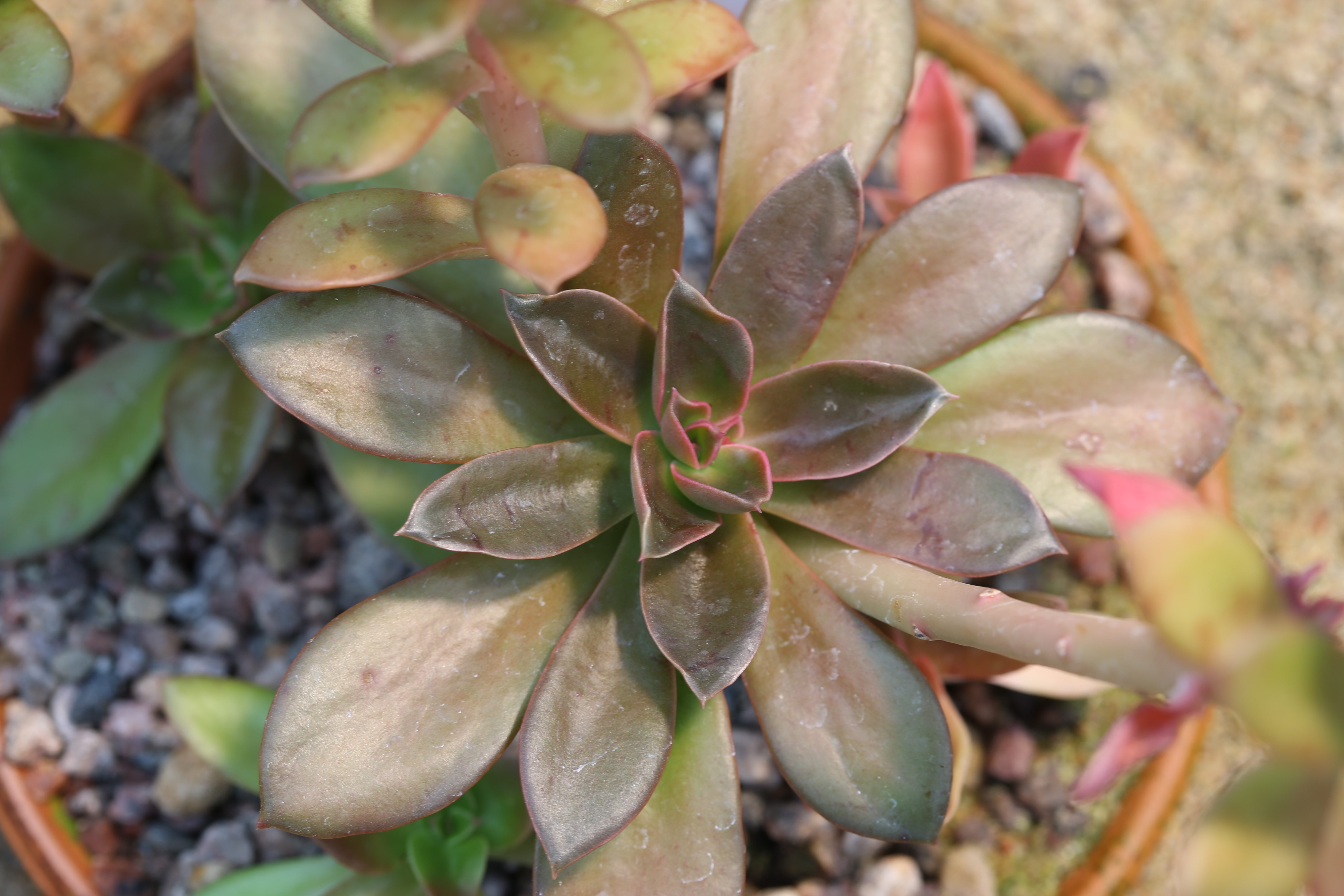
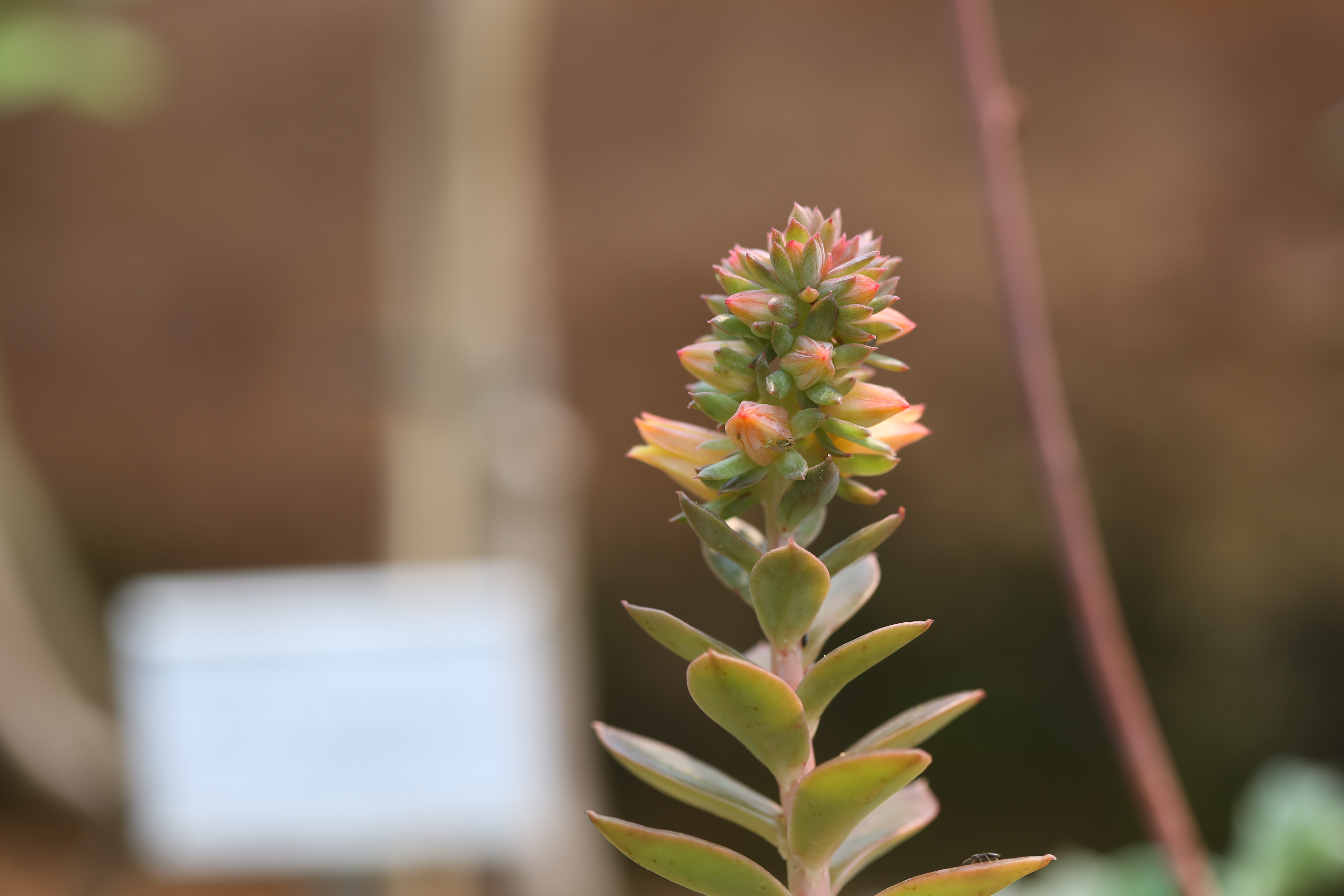